# Carola Veit

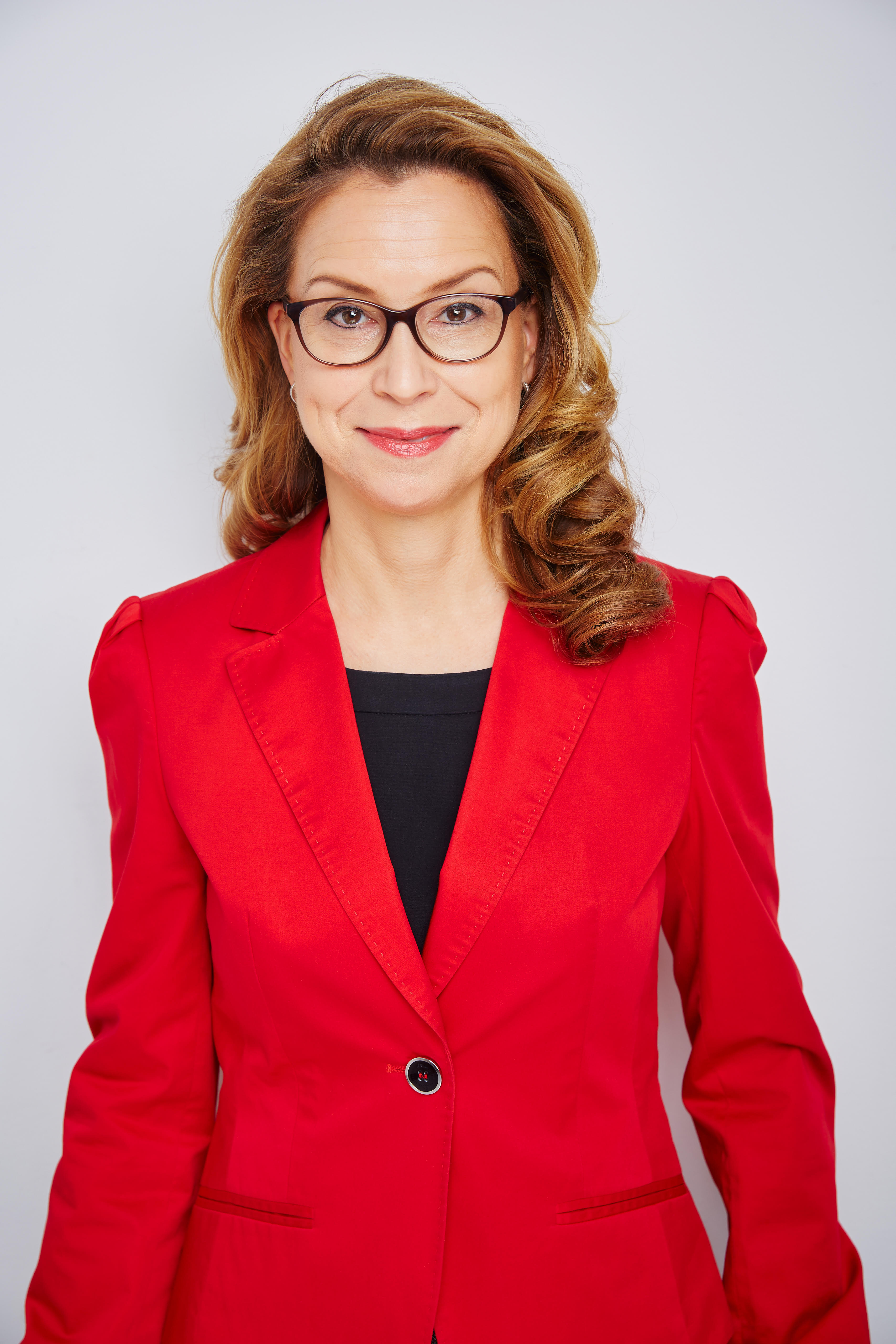
Carola Veit (2018)

Carola Alexandra Veit (* 2. Juni 1973 in Hamburg) ist eine deutsche Politikerin. Sie gehört seit 2004 für die SPD der Hamburgischen Bürgerschaft an und ist seit 2011 deren Präsidentin.

## Persönlicher Werdegang
Nach dem Abitur absolvierte Veit eine Berufsausbildung zur Rechtsanwaltsfachangestellten, bevor sie das Studium der Rechtswissenschaften aufnahm. Ihr Referendariat beim Hanseatischen Oberlandesgericht hat sie mit dem Zweiten Staatsexamen erfolgreich beendet. Sie war Mitglied im Personalrat der Referendare. Seit dem Jahr 2022 ist sie als Rechtsanwältin Partnerin in der Kanzlei Bernzen Rechtsanwälte in Hamburg. Zuvor war sie seit 2018 Partnerin bei Bernzen Sonntag Rechtsanwälte Steuerberater. Veit hat mit ihrem Partner drei Kinder.

## Politische Laufbahn
Veit trat im Jahr 1991 in die SPD ein und bekleidete seither diverse Parteiämter.
In den Jahren 1997 bis 2004 war Veit Deputierte der Hamburger Innenbehörde und ist seit März 2004 Mitglied der Hamburgischen Bürgerschaft.
Zurzeit ist sie Vorsitzende des Verfassungs- und Bezirksausschusses, Mitglied im Vorstand der SPD-Bürgerschaftsfraktion, Mitglied im SPD-Kreisvorstand Hamburg-Mitte und im SPD-Distriktsvorstand Rothenburgsort.
In der 18. Wahlperiode der Bürgerschaft (2004–2008) war Veit Mitglied im Ausschuss für Kinder, Familie und Jugend, im Ausschuss für Stadtentwicklung, im Verfassungsausschuss sowie in verschiedenen Sonderausschüssen: „Verwaltungsreform“, „Vernachlässigte Kinder“, parlamentarischer Untersuchungsausschuss „Feuerbergstraße II“. In der 19. Wahlperiode (2008–2011) war sie Vorsitzende des Ausschusses für Familie, Kinder und Jugend und Mitglied im Rechtsausschuss und im Verfassungsausschuss. In der 20. Wahlperiode (2011–2015) war sie Vorsitzende des Verfassungsausschusses und Mitglied im Ausschuss zur parlamentarischen Kontrolle des Senats. In der 21. Wahlperiode (2015–2020) war sie Vorsitzende des Verfassungs- und Bezirksausschusses sowie des Unterausschusses „Stärkung der Hamburgischen Bürgerschaft“ und Mitglied im Ausschuss für die Zusammenarbeit der Länder Hamburg und Schleswig-Holstein und in der Kommission nach Art. 10 Grundgesetz.
Am 23. März 2011 wurde Veit als Nachfolgerin von Dorothee Stapelfeldt, die Wissenschaftssenatorin im neuen Hamburger Senat wurde, zur Bürgerschaftspräsidentin gewählt. In der 21. Bürgerschaft wurde Veit in der konstituierenden Sitzung am 1. März 2015 mit 109 von 120 Stimmen im Amt der Präsidentin bestätigt. Auch in der 22. Bürgerschaft bestätigten die Abgeordneten der Hamburger Bürgerschaft Veit im Amt: Auf Grund der Corona-Krise fanden sich bei der konstituierenden Sitzung am 18. März 2020 nur 74 Mandatsträger ein, von denen 68 für ihre Wiederwahl stimmten. Bei der konstituierenden Sitzung der 23. Wahlperiode am 26. März 2025 wurde Veit mit 102 von 120 Stimmen erneut zur Bürgerschaftspräsidentin gewählt. Länger im Amt als Veit war, seit der Einführung des allgemeinen und gleichen Wahlrechts im Jahr 1919, bisher nur Herbert Dau.
Veit war in den Jahren 2015 und 2016 Vizepräsidentin und von 2016 bis 2017 Präsidentin der Ostseeparlamentarierkonferenz, von 2017 bis 2018 war sie erneut Vizepräsidentin.

## Weitere Ämter
Carola Veit ist stellvertretende Vorsitzende im Stiftungsrat der Stiftung Bornplatzsynagoge Bornplatzsynagoge, Vorstandsvorsitzende der Herbert und Elsbeth Weichmann-Stiftung, Mitglied im Stiftungsrat der Stiftung Kulturpalast Hamburg und Mitglied im Vorstand des Jugenderholungswerks Hamburg e. V.